# 朱少平
朱少平（1963年—），男，中华人民共和国物理学家，北京应用物理与计算数学研究所研究员，曾任中国物理学会副理事长。